# WatchESPN
WatchESPN era una marca del sitio web de televisión por Internet y la aplicación móvil operada por ESPN Inc, una empresa conjunta entre The Walt Disney Company (que opera la red, a través de su participación mayoritaria del 80%) y Hearst Corporation (que posee el 20% restante).
El servicio proporciona transmisión simultánea de ESPN, ESPN2, ESPNU, ESPNews, ESPN Deportes, ACC Network, Longhorn Network, SEC Network, ESPN Goal Line y ESPN Buzzer Beater para suscriptores selectos de televisión por cable en los Estados Unidos; también sirve como plataforma exclusiva para transmisiones de ESPN3, que hasta 2011 había operado como un sitio web separado con una funcionalidad similar a WatchESPN. El servicio solo está disponible para suscriptores de cable participante, IPTV y proveedores de televisión por satélite, y no se ofreció como un servicio de suscripción solo de Internet independiente disponible para aquellos que no tienen una suscripción de televisión paga.
El 1 de julio de 2019, ESPN descontinuó oficialmente la aplicación y la marca de WatchESPN, redirigiendo a los usuarios a la aplicación de ESPN (que se había actualizado en 2015 para agregar la funcionalidad de transmisión integrada) y la transmisión de ESPN.com.
Desde el lanzamiento del servicio complementario ESPN+ en 2018, ESPN ha preferido cada vez más las adquisiciones de contenido nuevo o renovado de pago en ese servicio en lugar de ESPN3. Es un producto de suscripción independiente y no requiere una suscripción de televisión por separado.

## Historia

### Como ESPN Networks

Logotipo de ESPN Networks utilizado de 2010 a 2011

WatchESPN se lanzó originalmente el 25 de octubre de 2010, cuando Time Warner Cable se convirtió en el primer proveedor de televisión por cable en ofrecer ESPN Networks, que brindaba a los suscriptores de ESPN una transmisión simultánea en línea del canal a través de un sitio web dedicado. Bright House Networks (para la cual Time Warner Cable maneja acuerdos de distribución) comenzó a ofrecer ESPN Networks el 22 de noviembre de 2010. El 25 de enero de 2011, ESPN Networks agregó transmisiones simultáneas de transmisión de ESPN2 y ESPNU, así como -Paquetes deportivos de mercado ESPN Goal Line y ESPN Buzzer Beater en el sitio web, accesibles solo para suscriptores de esos servicios. Verizon FiOS comenzó a brindar acceso a transmisiones en el sitio web de ESPN Networks el 17 de febrero de 2011.

### Como WatchESPN
El 7 de abril de 2011, ESPN lanzó una aplicación móvil llamada WatchESPN en la App Store para dispositivos Apple, utilizando la misma funcionalidad de autenticación de suscriptor para permitir el acceso a transmisiones simultáneas de los canales de ESPN disponibles en el servicio a través de iPhone, iPad y iPod Touch; la aplicación se lanzó en Android Market (ahora Google Play) el 9 de mayo de 2011. El sitio web de ESPN Networks se renombró posteriormente bajo el nombre de WatchESPN el 31 de agosto de 2011 (luego se aplicó la marca "Watch" a otras aplicaciones de TV Everywhere para cadenas de televisión propiedad del copropietario de ESPN, Disney–ABC Television Group desde el lanzamiento del servicio, incluidos los de ABC, Disney Channel/XD/Junior y Freeform; esto cambió a las nuevas marcas de "Disney NOW", "The ABC App" y "The Freeform App" en 2018). El 8 de mayo de 2012, Comcast comenzó a permitir que los clientes autenticados de Xfinity TV accedieran a las transmisiones de WatchESPN a través de la aplicación, como parte de un acuerdo en el que las transmisiones disponibles en WatchESPN también estarían disponibles en el sitio web 'ver ahora' de Xfinity. El 28 de agosto de 2012, Midco comenzó a permitir el acceso a las transmisiones simultáneas de WatchESPN para sus clientes agregó acceso al servicio a mediados de febrero de 2013. Dish Network, el primer proveedor satelital en proporcionar acceso a WatchESPN, anunció que había agregado el servicio el 1 de abril de 2014.
Los programas Longhorn Network y SEC Network se agregaron al servicio tras el lanzamiento de SEC Network el 14 de agosto de 2014 (Longhorn Network estaba limitado por contrato a los 12 estados grandes y no estaba disponible en todo el país a través de WatchESPN). ESPN Classic nunca estuvo disponible en WatchESPN debido a la falta de derechos de deportes en vivo y limitaciones de licencia, junto con un cambio general a un modelo de vídeo bajo demanda.
En 2015, ESPN comenzó a desaprobar las aplicaciones independientes de WatchESPN a favor de la aplicación móvil ESPN actualizada (lanzada originalmente en 2008 con la tienda de aplicaciones original del iPhone como "ScoreCenter"), que contiene acceso integrado a la transmisión de TV Everywhere de ESPN. En 2017, ESPN comenzó a minimizar significativamente la marca WatchESPN en el aire, a favor de promocionar la aplicación ESPN. ESPN retiró la aplicación WatchESPN de App Store y Google Play el 1 de julio de 2019 y redirigió la presencia web de WatchESPN a una sección equivalente en ESPN.com.

## Distribución
Las transmisiones simultáneas de los canales de ESPN disponibles en la aplicación y el sitio web WatchESPN (incluidos ESPN Goal Line y ESPN Buzzer Beater) estaban disponibles a través de la autenticación de suscripción de TV Everywhere a través de una serie de proveedores que se expandieron a lo largo de los años después de que se negociaron nuevos acuerdos de transporte. En 2015, como parte de un nuevo acuerdo con The Walt Disney Company, DirecTV (el mayor obstáculo entre los principales proveedores de televisión paga) agregó derechos de autenticación a WatchESPN para sus suscriptores. Dos importantes proveedores de IPTV, Dish's Sling TV y PlayStation Vue, también ofrecieron autenticación a WatchESPN.
ESPN3, un servicio similar que había operado por separado de WatchESPN hasta que se integró al servicio en 2011, está disponible a través de muchos otros proveedores de cable, incluidos los mencionados anteriormente. En todos los casos, se requiere un inicio de sesión de TV Everywhere (u otro código de inicio de sesión para clientes universitarios y militares) a través del proveedor de servicios del cliente para acceder a los servicios; También se puede acceder a ESPN3 sin iniciar sesión si la dirección IP del usuario se puede rastrear hasta un ISP participante.

### Transmisiones simultáneas de canales
- ESPN
- ESPN2
- ESPNU
- ESPNews
- ESPN Deportes
- ESPN Goal Line & Bases Loaded
- Longhorn Network (limitado en la mayoría de los proveedores al territorio de la Conferencia Big 12)
- SEC Network & SEC Network Alternate
- ACC Network

### Canales exclusivos de Internet
- ACC Network Extra
- ESPN3
- Transmisiones de red adicionales durante la cobertura de eventos, como los juegos de College Football Playoff
- @ESPN (contenido gratuito)

## Plataformas

### Sitio web
El sitio web WatchESPN.com permitió a los espectadores ver y cambiar entre hasta 20 eventos en una ventana de visualización principal, junto con acceso a pedido después del final de un evento. El reproductor de WatchESPN también presenta cuatro módulos: Eventos destacados (que muestra a los espectadores los aspectos más destacados de los eventos en vivo y próximos disponibles en WatchESPN), Estadísticas (que presenta estadísticas del evento transmitido), la sección Chat 140 (que permite a los fanáticos discutir los eventos con otros fans; esto se retiró más tarde cuando ESPN eliminó la funcionalidad de comentarios) y Facebook connect (que conecta a los fans con su perfil de Facebook y les permite publicar sobre el evento que están viendo en su muro y discutir el evento con otros fans de Facebook; esto también se eliminó cuando ESPN eliminó la funcionalidad de comentarios).

### Dispositivos móviles
WatchESPN estaba disponible a través de la aplicación ESPN para Android e iOS, y la aplicación WatchESPN para Windows Phone. En diciembre de 2015, las funciones de transmisión de WatchESPN se integraron directamente en la aplicación principal de ESPN para Android e iOS, y la aplicación WatchESPN independiente quedó obsoleta en estas plataformas.

### Reproductores de medios digitales
El 19 de junio de 2013, el servicio estuvo disponible a través de Apple TV. WatchESPN estuvo disponible en los reproductores de transmisión de Roku el 12 de noviembre de 2013. Se agregó compatibilidad con Chromecast a las aplicaciones de Android e iOS como parte de una actualización lanzada el 3 de junio de 2014. Eventualmente, estas aplicaciones se conocieron como ESPN app a lo largo del tiempo y agregó otras funciones.

### Windows 8/10
La aplicación WatchESPN estuvo disponible para su descarga para dispositivos compatibles con Windows 8 y Windows 8.1 desde la Microsoft Store en febrero de 2014, una versión también compatible con Windows 10. El soporte para la aplicación se retiró el 30 de junio de 2017.

### Sistemas de videojuegos
El servicio WatchESPN está disponible para descargar para PlayStation 4 y Xbox One. La aplicación ESPN para Xbox 360 se suspendió el 23 de marzo de 2016.